# Supercoppa del Brasile 2024
La Supercoppa del Brasile 2024 (ufficialmente in portoghese Supercopa do Brasil 2024 o, per ragioni di sponsorizzazione, Supercopa Betano 2024) è stata la settima edizione della Supercoppa del Brasile.
Si è svolta il 4 febbraio 2024 allo Stadio Mineirão tra il Palmeiras, vincitore di Série A 2023, e il San Paolo, vincitore della coppa nazionale.

## Formula
Partita in gara unica. In caso di parità dopo i 90 minuti regolamentari sono previsti i tiri di rigore.

## Partecipanti
| Squadre   | Qualificazione                         | Partecipazioni precedenti (il grassetto indica la vittoria) |
| --------- | -------------------------------------- | ----------------------------------------------------------- |
| Palmeiras | Vincitore della Série A 2023           | 2021, 2023                                                  |
| San Paolo | Vincitore della Coppa del Brasile 2023 | Esordiente                                                  |

## Tabellino
| Arbitro: | W.P. Sampaio |

|                              |                      |                                |
| Veiga Menino Murilo Piquerez | Tiri di rigore 2 – 4 | Calleri Galoppo P. Maia Araújo |